# Caversham

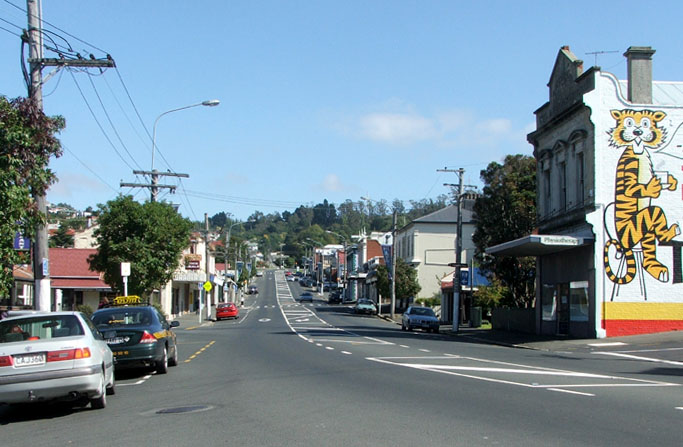

Caversham /ˈkævərʃəm/ é um dos subúrbios mais antigos da cidade de Dunedin, na Ilha Sul da Nova Zelândia . Ele está situado na borda oeste da planície central da cidade, na foz do íngreme Caversham Valley, que se eleva até a sela de Lookout Point. As principais rotas rodoviárias e ferroviárias ao sul ficam próximas; a ferrovia South Island Main Trunk atravessa o subúrbio, e um desvio contorna sua principal área de varejo, conectando o sistema de ruas de mão única de Dunedin com a Dunedin Southern Motorway . O subúrbio está ligado por várias rotas de ônibus aos subúrbios vizinhos e ao centro de Dunedin.
O subúrbio foi fundado pelo rico pioneiro William Henry Valpy, e seu nome reflete suas conexões familiares com a cidade de Reading, no condado inglês de Berkshire . Caversham cresceu rapidamente durante o Central Otago Gold Rush da década de 1860 por causa de sua localização nas rotas ao sul para o interior de Otago . No final do século 19, Caversham era fortemente industrializada e sua população incluía muitos comerciantes qualificados ou semiqualificados. Isso, combinado com as fortes raízes protestantes da comunidade, levou à postura política geralmente de esquerda da área. A história inicial de Caversham foi objeto do Projeto Caversham, um importante estudo histórico e arqueológico da Universidade de Otago . Caversham era um bairro separado até 1904, quando foi amalgamado com a cidade de Dunedin . A nível nacional, faz parte do eleitorado de Taieri .
Caversham agora é predominantemente residencial, com algumas instalações industriais no leste (notavelmente as Oficinas Ferroviárias de Hillside ) e um distrito comercial centrado na South Road e na Hillside Road. Os residentes são geralmente de baixo nível socioeconômico. Os edifícios notáveis de Caversham incluem a Lisburn House, listada como patrimônio, e várias igrejas proeminentes. Outro marco é o memorial de guerra do subúrbio, que é o portão principal da Caversham School, a escola primária do subúrbio. Caversham também contém uma escola para necessidades especiais . As escolas secundárias mais próximas operam em St Clair, 1 km ao sul.
Caversham tem fortes conexões esportivas e é a localização de Carisbrook, até recentemente um dos principais locais de esportes de Dunedin. O subúrbio abriga o Southern Rugby Football Club e dá seu nome ao Caversham Football Club . Vários esportistas notáveis têm associações com Caversham, entre eles o jogador de críquete de teste Clarrie Grimmett e pai e filho administradores da união de rúgbi "Old Vic" e "Young Vic" Cavanagh . Outras pessoas notáveis com conexões em Caversham incluem o político Thomas Kay Sidey, o arquiteto Edmund Anscombe e o agrimensor John Turnbull Thomson .

## Geografia
Caversham fica na foz e no curso inferior de um vale no oeste da principal área urbana de Dunedin, 4 km a sudoeste do centro da cidade e 2 km ao norte da costa do Pacífico em St Clair . Ao sul fica Calton Hill, um esporão de Forbury Hill, onde estão localizados os subúrbios de Calton Hill, Corstorphine e Kew .
Os subúrbios de Balaclava e Maryhill ficam ao norte, perto da extremidade oeste da cordilheira que corre ao longo da borda norte do centro de Dunedin. Essas colinas já fizeram parte da borda do vulcão Dunedin, cuja cratera extinta agora forma o porto de Otago . Outros subúrbios próximos incluem Forbury, South Dunedin, Kensington e Lookout Point.
Caversham Valley tem sido a principal rota do centro da cidade para o sul. O subúrbio está localizado perto do início da Dunedin Southern Motorway (parte da State Highway 1 ), a principal estrada de acesso ao centro de Dunedin pelo sul e perto da ferrovia South Island Main Trunk . A criação da Dunedin Southern Motorway redirecionou o tráfego para longe da South Road, a principal via através de Caversham.
A ferrovia fornece a indústria mais importante do subúrbio, por meio das oficinas ferroviárias de Hillside, localizadas no sudeste do subúrbio e no subúrbio adjacente de South Dunedin . Apesar disso, não há mais estações ferroviárias públicas ou paradas em Caversham, a última estação foi fechada em 1962.
As encostas das colinas ao norte de Caversham são menos densamente povoadas e ainda retêm alguma cobertura de árvores. Isso, junto com a inclinação do terreno, forma uma barreira natural entre Caversham e o subúrbio de Maryhill. Apenas algumas estradas sinuosas atravessam essa barreira, principalmente a Glen Road, no extremo leste de Caversham. Nesta extremidade, o subúrbio se aproxima do sopé das colinas, e um vale natural, conhecido localmente como "The Glen", facilita o acesso rodoviário ao cume da colina.
A nordeste do Glen, um esporão de colina incluindo um 20 metros (66 pé) penhasco separa Caversham da parte central da cidade. Embora o nome raramente seja usado, esse esporão é chamado de Montecillo Ridge, em homenagem à mansão do antigo colonizador WH Reynolds. É ocasionalmente referido como "Hillside", em homenagem à casa do fundador da cidade, Capitão William Cargill, que ficava aqui. Este cume tem vista para "The Flat", como a planície que se estende até a costa do Pacífico era (e ainda é) conhecida localmente. A South Road serpenteia ao redor do contraforte, conectando-se ao extremo sul da Princes Street . Um dos cemitérios mais antigos e históricos da cidade, Dunedin Southern Cemetery, fica no lado interno da cidade deste esporão.

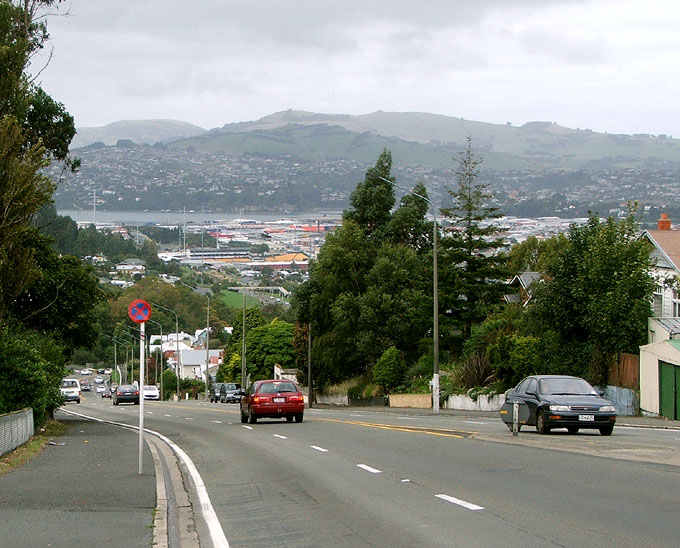
De Lookout Point, Caversham Valley Road desce rapidamente. Esta imagem mostra a vista do leste de South Dunedin até o porto de Otago, com a Península de Otago ao fundo.